# Las Miejski (Gdańsk)

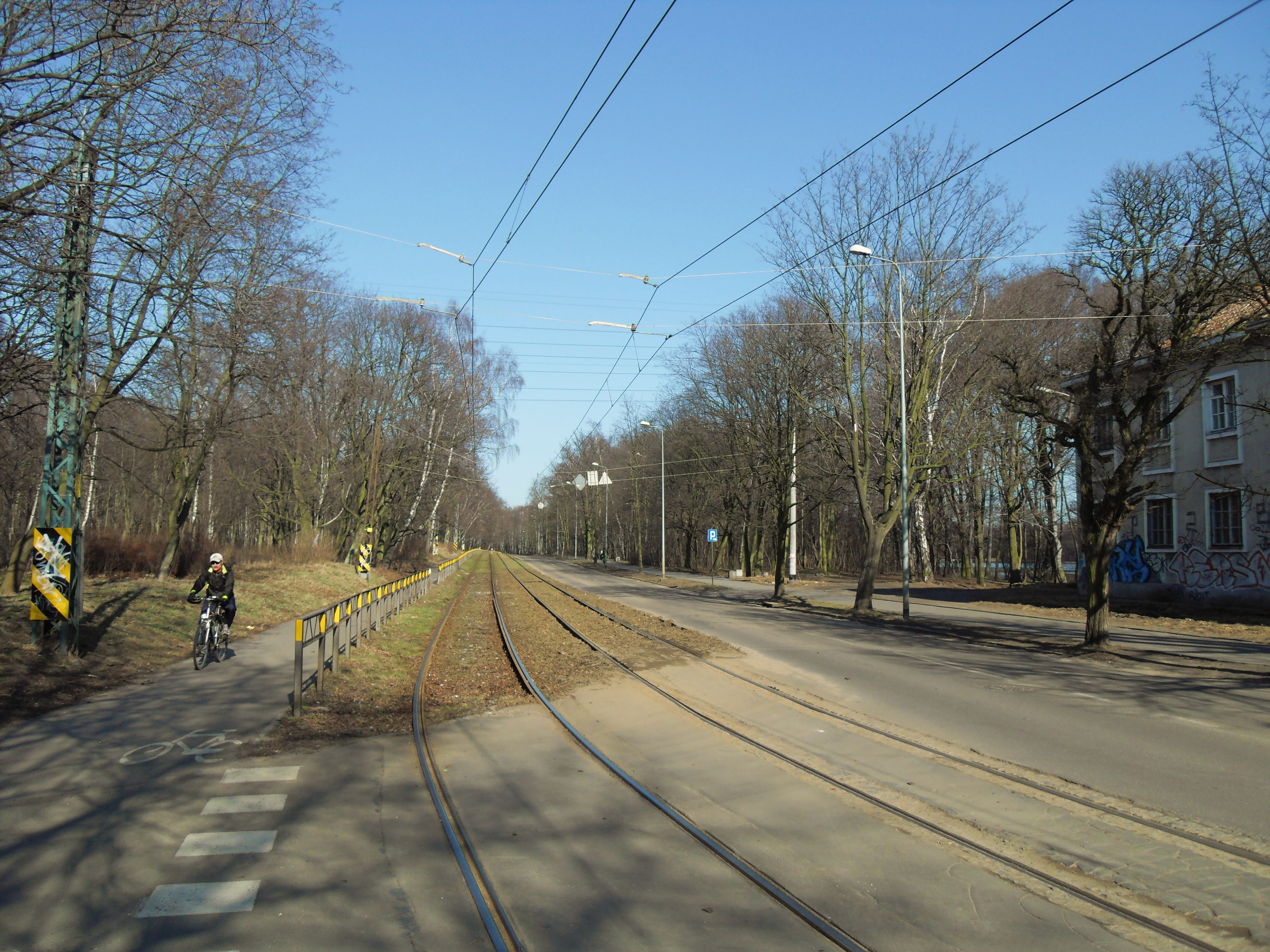
Las Miejski ns Stogach

Las Miejski (niem. Stadtwald) – nadmorski obręb leśny w Gdańsku na Wyspie Portowej, leżący na terenie dzielnic administracyjnych Stogi oraz Krakowiec-Górki Zachodnie.

## Położenie
Las położony jest na terenie mezoregionu Mierzeja Wiślana. Zajmuje północną część wyspy, w większości porasta niezasiedlone wydmy na północ od osiedli Stogi, Krakowiec i Górki Zachodnie. Niewielki fragment lasu położony jest między Sączkami a Portem Północnym. Od północy na całej długości Las Miejski graniczy z piaszczystą plażą nad Zatoką Gdańską.
W obrębie Lasu Miejskiego znajduje się Jezioro Pusty Staw oraz Jezioro Bursztynowe.

### Kąpielisko
Na obszarze Lasu Miejskiego mieści się kąpielisko morskie Stogi, wraz z zapleczem gastronomiczno-sanitarnym. Połączenie kąpieliska z centrum miasta umożliwiają linie tramwajowe nr 8 i 9.

## Przyroda

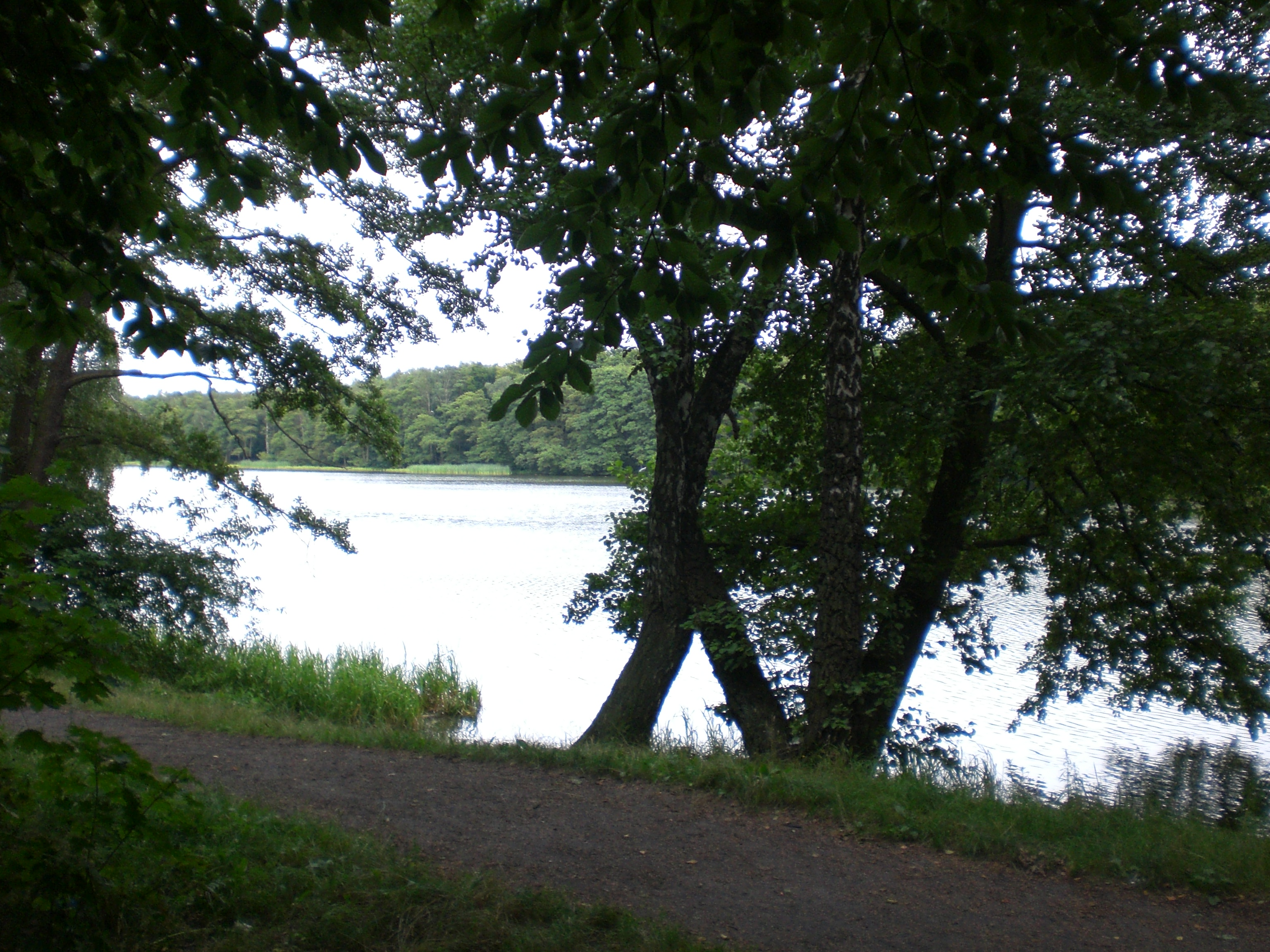
Jezioro Pusty Staw

### Flora
W części wydmowej występują rośliny zasadzone w celu przeciwdziałania erozji; trawy: piaskownica zwyczajna i wydmuchrzyca piaskowa oraz drzewa: wierzba wawrzynkowa, wierzba ostrolistna, wierzba iwa, kosodrzewina i sosna czarna. Ponadto rosną tu krzaki róży pomarszczonej.
W głębi lasu rośnie bór i las mieszany. Wśród gatunków przeważa sosna zwyczajna. Występują tu również olsza czarna, brzoza omszona, klon pospolity i jawor. W podszycie występują kruszyna, bez i jarzębina.
Runo tworzą takie rośliny, jak śmiałek pogięty, pszeniec zwyczajny, borówka czarna, szczawik zajęczy, konwalia majowa, kokoryczka wonna, sałatnik leśny, trzcinnik piaskowy, niecierpek drobnokwiatowy. Na obszarach podmokłych występuje roślinność bagienna np. rzęśl czy okrężnica bagienna.
Rośliny chronione: wiciokrzew pomorski, mikołajek nadmorski, widłak goździsty, widłak jałowcowaty, bluszcz pospolity, rojnik pospolity, kruszyna pospolita, turzyca piaskowa, konwalia majowa, kocanki piaskowe, kalina koralowa.

### Fauna
Las Miejski zamieszkuje wiele gatunków bezkręgowców typowych dla wybrzeża morskiego. Z innych zwierząt występują tu sarny, lisy, zające, jaszczurka zwinka, padalce, zaskrońce. Gniazdują tu ptaki nadmorskie oraz wędrują ptaki śpiewające.

## Historia
Nazwa Las Miejski pochodzi od faktu zakupu przez miasto Gdańsk tego obrębu leśnego w 1895.
Las Miejski został przyłączony w granice administracyjne miasta w 1914. Należy do okręgu historycznego Port.